# Сандра Тофт
Сандра Тофт Галсгор (дан. Sandra Toft Galsgaard; 18. октобар 1989) данска је рукометашица која игра на позицији голмана. Тренутно наступа за Брест и репрезентацију Данске.
Наступала је на 13 великих међународних такмичења са Данском, а на СП 2021. је освојила бронзану медаљу. Такође је освојила сребро на ЕП 2022. На Летњим олимпијским играма 2024. освојила је бронзану медаљу.